# HMS Porlock Bay
HMS Porlock Bay – brytyjska, a następnie fińska fregata przeciwlotnicza z okresu zimnej wojny, jedna z 21 zbudowanych jednostek typu Bay. Okręt został zwodowany 14 czerwca 1945 roku w stoczni Charles Hill & Sons w Bristolu, a w skład Royal Navy wszedł w marcu 1946 roku. W 1949 roku jednostkę wycofano ze służby i odstawiono do rezerwy. W 1962 roku fregata została zakupiona przez Fińską Marynarkę Wojenną i wcielona do służby pod nazwą „Matti Kurki”. Okręt został wycofany ze służby w 1975 roku i złomowany w roku następnym.

## Projekt i budowa
Projekt okrętu był ulepszoną i tańszą wersją fregat typu River, budowanych masowo z okresie II wojny światowej . Nowością, znacznie skracającą czas budowy okrętów, było przejście na sekcyjną metodę montażu kadłubów fregat, spawanych z gotowych elementów produkowanych w zakładach śródlądowych . Z zamówionych 110 jednostek tego typu 30 ukończono w wariancie przeciwpodwodnym (typ Loch), kolejnych 21 zbudowano jako fregaty przeciwlotnicze (Bay), 4 ukończono jako okręty hydrograficzne, a budowa 55 jednostek została anulowana  . Fregaty typu Bay miały wzmocnione uzbrojenie przeciwlotnicze kosztem broni przeciwpodwodnej, gdyż przeznaczone były do operowania na wodach Dalekiego Wschodu, gdzie japońskie samoloty były groźniejszym przeciwnikiem niż ich flota podwodna .
Przyszły HMS „Porlock Bay” zamówiony został w stoczni Charles Hill & Sons w Bristolu jako fregata typu Loch pod nazwą „Loch Muick” (zmienioną później na „Loch Seaforth”), lecz 27 listopada 1943 roku zamówienie zostało anulowane  . Zamówiony ponownie, już jako fregata typu Bay, pod nazwą „Porlock Bay” (numer stoczniowy 302) . Stępkę okrętu położono 22 listopada 1944 roku, został zwodowany 14 czerwca 1945 roku, a ukończono go 8 marca 1946 roku. Był pierwszym (i dotychczas jedynym) w dziejach Royal Navy okrętem noszącym nazwę „Porlock Bay”, pochodzącą od Zatoki Porlock w Kanale Bristolskim . Okręt otrzymał numer taktyczny K650, a jego mottem była łacińska sentencja „Virtute et Veritate” .

## Dane taktyczno-techniczne

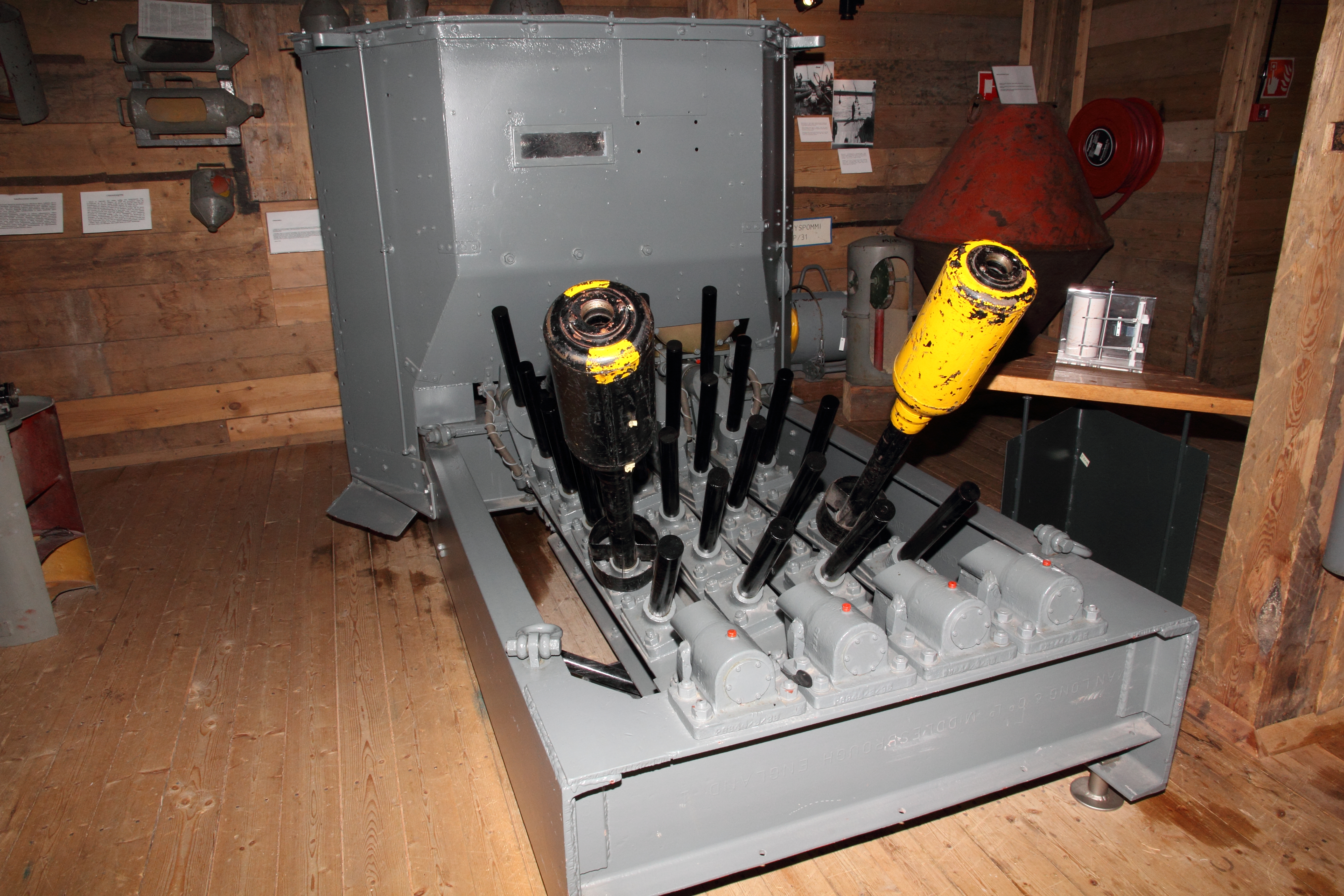
Miotacz Hedgehog z fregaty „Matti Kurki”, eksponowany w fińskim muzeum Forum Marinum

Okręt był dużą fregatą, ze wzmocnionym uzbrojeniem przeciwlotniczym . Długość całkowita wynosiła 93,57 metra (87,2 metra między pionami), szerokość 11,76 metra i zanurzenie maksymalne 3,89 metra . Wyporność standardowa wynosiła 1600 ton, a pełna 2420 ton . Okręt napędzany był przez dwie maszyny parowe potrójnego rozprężania o łącznej mocy 5500 KM, do których parę dostarczały dwa kotły Admiralicji. Dwuśrubowy układ napędowy pozwalał osiągnąć prędkość 19,5 węzła. Okręt zabierał zapas 730 ton mazutu, co zapewniało zasięg wynoszący 7000 Mm przy prędkości 15 węzłów .
Uzbrojenie artyleryjskie jednostki składało się z dwóch podwójnych zestawów dział uniwersalnych kal. 102 mm (4 cale) QF HA Mark XIX L/45 . Silne było uzbrojenie przeciwlotnicze, na które składały się dwa podwójne zestawy działek Bofors kal. 40 mm RP.50 Mark 5 L/60, dwa pojedyncze działka Bofors kal. 40 mm Mark 7 L/60 oraz sześć działek automatycznych Oerlikon kal. 20 mm L/70 (dwa podwójne i dwa pojedyncze zestawy)  . Broń ZOP stanowiły: miotacz Hedgehog oraz cztery miotacze i dwie zrzutnie bomb głębinowych (z łącznym zapasem 50 bg)  . Wyposażenie radioelektroniczne obejmowało radary Typ 276, 285 i 293 oraz sonary  .
Załoga okrętu składała się z 157 oficerów, podoficerów i marynarzy.

## Służba

### Royal Navy
W lutym 1946 roku okręt rozpoczął próby morskie, a jego pierwszym dowódcą został por. mar. D.L. Davenport . 8 marca jednostka została formalnie ukończona i weszła w skład Royal Navy. W lipcu „Porlock Bay” (wraz z bliźniaczą jednostką HMS „Padstow Bay”) został wysłany na Bermudy, wchodząc w skład North America and West Indies Station . We wrześniu i październiku 1946 roku okręt przebywał w Dominium Nowej Fundlandii, odwiedzając St. John’s, Halifax i Québec, powracając w listopadzie na Bermudy, gdzie trafił na remont . W grudniu 1946 roku nowym dowódcą okrętu został kmdr por. F.J. Twiss . Od stycznia do kwietnia 1947 roku fregata odbyła długi rejs, odwiedzając Veracruz, Kingston, Galveston, Mobile i Key West . Od 3 do 13 lipca jednostka wzięła udział w wizycie gubernatora Bahamów na wyspach Turks i Caicos, a 21 lipca została wysłana do Belize City z powodu zagrożenia możliwym atakiem Gwatemali na Honduras Brytyjski, patrolując tamtejsze wody do 7 sierpnia . Następnie okręt odbył rejs do Aruby, Barranquilli, Trynidadu i Georgetown, docierając na początku października do Miami . 7 października „Porlock Bay” powrócił na Bermudy, doznając w drodze lekkich uszkodzeń podczas przejścia przez strefę huraganu . 3 listopada 1947 roku okręt powrócił do Wielkiej Brytanii, zawijając do Devonport, cały 1948 rok spędzając w służbie ochrony rybołówstwa . W styczniu 1949 roku okręt przesunięto do rezerwy w Devonport (w lutym zmieniono numer taktyczny na F650) .

### Merivoimat
19 marca 1962 roku fregata została zakupiona przez Finlandię. 19 kwietnia 1962 roku okręt przyjęto w skład Fińskiej Marynarki Wojennej pod nazwą „Matti Kurki” . Jednostka pełniła funkcję okrętu szkolnego, a jego załoga została powiększona do 177 osób . W dniach 11-15 września 1962 roku „Matti Kurki” (pod dowództwem kmdr. por. Mattsa Vikberga) złożył wizytę w Gdyni. Jednostka ponownie odwiedziła Gdynię w dniach 10-14 lipca 1966 roku, dowodzona przez komandora Bo Gotthelma Klenberga. Trzeci raz fregata przebywała w Gdyni w dniach 12-15 sierpnia 1971 roku. Okręt zakończył służbę we wrześniu 1975 roku, kiedy został sprzedany . Jednostka została złomowana w Helsinkach w styczniu 1976 roku.